# マリー・エリーザベト・フォン・ホルシュタイン＝ゴットルプ
マリー・エリーザベト・フォン・シュレースヴィヒ＝ホルシュタイン＝ゴットルプ（ドイツ語: Marie Elisabeth von Schleswig-Holstein-Gottorf, 1634年6月6日 - 1665年6月17日）は、ヘッセン＝ダルムシュタット方伯ルートヴィヒ6世の妃。

## 生涯
マリー・エリーザベトはシュレースヴィヒ＝ホルシュタイン＝ゴットルプ公フレゼリク3世と、ザクセン選帝侯ヨハン・ゲオルク1世の娘マリー・エリーザベトの間の娘である。
マリー・エリーザベトは、1649年の誕生日にルートヴィヒ6世と婚約し、翌1650年11月24日にゴットルプ城において結婚した。この結婚式の際に、ヘッセンで最後の剣舞がロラーの祭りで行われた。
ルートヴィヒ6世の父ゲオルク2世は、ルートヴィヒ6世を結婚の翌年の1651年より国政に参画させ、1661年にルートヴィヒ6世は方伯位を継承した。マリー・エリーザベトの妹スウェーデン王妃ヘートヴィヒ・エレオノーラを通して、ルートヴィヒ6世はスウェーデンと広範な政治的連携を築いた。マリー・エリーザベトは1665年に出産時に死去し、ルートヴィヒ6世は深く喪に服した。ルートヴィヒ6世は亡き妻を偲んで多くの詩を書いた。

## 子女
マリー・エリーザベトは以下の8人の子女を生んだ。
- マグダレーナ・ジビュラ（1652年 - 1712年） - ヴュルテンベルク公ヴィルヘルム・ルートヴィヒ妃
- ゾフィー・エレオノーレ（1653年）
- ゲオルク（1654年 - 1655年）
- マリー・エリーザベト（1656年 - 1715年） - ザクセン＝レムヒルト公ハインリヒ妃
- アウグステ・マルガレーテ（1657年 - 1674年）
- ルートヴィヒ7世（1658年 - 1678年） - ヘッセン＝ダルムシュタット方伯
- フリードリヒ（1659年 - 1676年）
- ゾフィー・マリー（1661年 - 1712年） - ザクセン＝アイゼンベルク公クリスティアン妃